# ワーラウェイ
ワーラウェイ (Whirlaway) は、1940年代初頭に活躍したアメリカ合衆国の競走馬。
史上5頭目のアメリカ三冠馬であり、三冠達成後にトラヴァーズステークスを優勝していることから、アメリカでは「スーパーフェクタ」達成馬、日本ではアメリカ四冠馬と呼ばれることもある。
1941、1942年アメリカ年度代表馬。1959年アメリカ競馬殿堂入り。20世紀のアメリカ名馬100選26位（ブラッド・ホース誌）。異名は長いしっぽより「ミスターロングテイル」。

## 戦績
ワーラウェイは三冠馬にしては多い60戦という多くの競走を消化し、勝ったのはそのうち32戦とそれほど勝率は高くなかったが、真っ直ぐに走らず外ラチに向かっていったり、逆に馬群に突っ込んでいったりと勝つときは派手なレースぶりを披露していた。
ケンタッキーダービーでは後方から追い込むと8馬身差、およびその後21年間破られなかったレコードで圧勝している。また、ワーラウェイは三冠に加えてトラヴァーズステークスを勝利しているが、これは2021年時点でもこの馬のみしか成し遂げていない。過去にギャラントフォックス・アファームド・アメリカンファラオが挑戦したが、達成することができなかったぐらい、難易度の高い記録である（アファームドは1位入線も2着に降着）。
1942年9月19日にナラガンセットパーク競馬場で行われた、同年のプリークネスステークスを制したアルサブとのマッチレースは、良馬場9.5ハロンで行われた。キャロル・ビールマン騎手を乗せたアルザブは119ポンドに対して、ジョージ・ウルフ騎手を乗せたワーラウェイは、126ポンドのハンデを背負ったが、人気はアルサブ(単勝オッズ2.6倍)よりワーラウェイ(単勝オッズ1.3倍)の方が高かった。レースは、道中ワーラウェイがアルザブを風よけにする形で進めていった。最後の直線で抜け出しにかかり、ウルフはワーラウェイの馬体を大外に持ち出したが、アルザブをハナ差で捉えることは出来ず敗れた。
その後も5歳まで走り続け、取りこぼすことも多かったが、ブルックリンハンデキャップ、トレントンハンデキャップ、ジョッキークラブゴールドカップなどを制し、史上初の50万ドルホースとしてその名を残した。

## 引退後
引退後はカルメットファームで種牡馬入りした。
種牡馬としてはそれほど成功せず、コーチングクラブアメリカンオークスに勝ったスキャタードを出した程度に終わり、1950年にはフランスの大馬産家マルセル・ブサックにリース、のち購入された。
フランスでもほとんど活躍馬を出せずに1953年死亡。そしていったんフランスに埋葬されたが、遺体はのちに運ばれ、現在は故郷カルメットファームに埋葬されている。

## 競走成績
- 1940年（16戦7勝） - レーンズエンドブリーダーズフューチュリティ、ホープフルステークス、サラトガスペシャルステークス
- 1941年（19戦13勝） - アメリカ三冠達成（ケンタッキーダービー、プリークネスステークス、ベルモントステークス）、トラヴァーズステークス、ローレンスリアライゼーションステークス、アメリカンダービー
- 1942年（22戦12勝） - ブルックリンハンデキャップ、ジョッキークラブゴールドカップ、ピムリコスペシャルステークス
- 1943年（2戦0勝）

## 評価

### エクリプス賞
- 1941年 - 年度代表馬部門・最優秀3歳牡馬部門受賞
- 1942年 - 年度代表馬部門・最優秀古牡馬部門受賞

### 表彰
- 1959年 - United States Racing Hall of Fame（アメリカ競馬殿堂）に選定される。
- 1999年 - ブラッド・ホース誌の選ぶ20世紀のアメリカ名馬100選において26位に選ばれる。
- 2000年 - アケダクト競馬場にワーラウェイの名を冠した「ワーラウェイステークス (LR) 」が創設される。
- フェアグラウンズ競馬場にワーラウェイの名を冠した「ワーラウェイハンデキャップ」が創設されている。

## 血統表
| ワーラウェイの血統（ブランドフォード系 / Issinglass5×5=6.25% Domino4×5=9.38%（母内）） | ワーラウェイの血統（ブランドフォード系 / Issinglass5×5=6.25% Domino4×5=9.38%（母内）） | ワーラウェイの血統（ブランドフォード系 / Issinglass5×5=6.25% Domino4×5=9.38%（母内）） | （血統表の出典）   | （血統表の出典） |
| 父 Blenheim 1927 黒鹿毛                                                                | 父の父Blandford 1919 黒鹿毛                                                            | Swynford                                                                               | John o'Gaunt       | John o'Gaunt     |
| 父 Blenheim 1927 黒鹿毛                                                                | 父の父Blandford 1919 黒鹿毛                                                            | Swynford                                                                               | Canterbury Pilgrim |                  |
| 父 Blenheim 1927 黒鹿毛                                                                | 父の父Blandford 1919 黒鹿毛                                                            | Blanche                                                                                | White Eagle        | White Eagle      |
| 父 Blenheim 1927 黒鹿毛                                                                | 父の父Blandford 1919 黒鹿毛                                                            | Blanche                                                                                | Black Cherry       |                  |
| 父 Blenheim 1927 黒鹿毛                                                                | 父の母Malva 1919 黒鹿毛                                                                | Charles o'Malley                                                                       | Desmond            | Desmond          |
| 父 Blenheim 1927 黒鹿毛                                                                | 父の母Malva 1919 黒鹿毛                                                                | Charles o'Malley                                                                       | Goody Two-Shoes    |                  |
| 父 Blenheim 1927 黒鹿毛                                                                | 父の母Malva 1919 黒鹿毛                                                                | Wild Arum                                                                              | Robert Le Diable   | Robert Le Diable |
| 父 Blenheim 1927 黒鹿毛                                                                | 父の母Malva 1919 黒鹿毛                                                                | Wild Arum                                                                              | Marliacea          |                  |
| 母 Dustwhirl 1926 鹿毛                                                                 | 母の父Sweep 1907 黒鹿毛                                                                | Ben Brush                                                                              | Bramble            | Bramble          |
| 母 Dustwhirl 1926 鹿毛                                                                 | 母の父Sweep 1907 黒鹿毛                                                                | Ben Brush                                                                              | Roseville          |                  |
| 母 Dustwhirl 1926 鹿毛                                                                 | 母の父Sweep 1907 黒鹿毛                                                                | Pink Domino                                                                            | Domino             | Domino           |
| 母 Dustwhirl 1926 鹿毛                                                                 | 母の父Sweep 1907 黒鹿毛                                                                | Pink Domino                                                                            | Belle Rose         |                  |
| 母 Dustwhirl 1926 鹿毛                                                                 | 母の母Ormonda 1916 栗毛                                                                | Superman                                                                               | Commando           | Commando         |
| 母 Dustwhirl 1926 鹿毛                                                                 | 母の母Ormonda 1916 栗毛                                                                | Superman                                                                               | Anomaly            |                  |
| 母 Dustwhirl 1926 鹿毛                                                                 | 母の母Ormonda 1916 栗毛                                                                | Princess Ormonde                                                                       | Ormondale          | Ormondale        |
| 母 Dustwhirl 1926 鹿毛                                                                 | 母の母Ormonda 1916 栗毛                                                                | Princess Ormonde                                                                       | Ophirdale F-No.8-h |                  |